# Nordiska rådets priser 2022
Nordiska rådets priser 2022 delades ut i de fem kategorierna litteratur, barn- och ungdomslitteratur, film, musik och natur och miljö. Pristagarna tillkännagavs under en prisceremoni i Helsingfors.

## Pristagare och nominerade

### Barn- och ungdomslitteratur
Följande nominerades till Nordiska rådets pris för barn- och ungdomslitteratur:
| Författare                         | Illustratör              | Svensk titel | Ursprungstitel                                           | Genre         | Land                     |
| ---------------------------------- | ------------------------ | ------------ | -------------------------------------------------------- | ------------- | ------------------------ |
| Nora Dåsnes                        |                          |              | Ubesvart anrop                                           | Grafisk roman | Norge                    |
| Jan Oksbøl Callesen                |                          |              | O PO POI                                                 | Bilderbok     | Danmark                  |
| Thorbjørn Petersen                 |                          |              | Den om Rufus                                             | Bilderbok     | Danmark                  |
| Malin Kivelä och Martin Glaz Serup | Linda Bondestam          |              | Om du möter en björn                                     | Bilderbok     | Finland                  |
| Riina Katajavuori                  | Martin Baltscheit        |              | Oravien sota                                             | Bilderbok     | Finland                  |
| Dánial Hoydal                      | Annika Øyrabø            |              | Abbi og eg og abbi                                       | Bilderbok     | Färöarna                 |
| Sørine Steenholdt                  | Ivínguak` Stork Høegh    |              | Lilyp Silarsuaa                                          | Bilderbok     | Grönland                 |
| Arndís Þórarinsdóttir              | Sigmundur B. Þorgeirsson |              | Bál tímans – Örlagasaga Möðruvallabókar í sjö hundruð ár | Bilderbok     | Island                   |
| Gunnar Helgason                    | Rán Flygenring           |              | Alexander Daníel Hermann Dawidsson: Bannað að eyðileggja | Bilderbok     | Island                   |
| Ragnar Aalbu                       |                          |              | Georg er borte                                           | Bilderbok     | Norge                    |
| Sara Vuolab                        |                          |              | Gárži                                                    | Diktsamling   | Det samiska språkområdet |
| Emma Adbåge                        |                          |              | Naturen                                                  | Bilderbok     | Sverige                  |
| Moa Backe Åstot                    |                          |              | Himlabrand                                               | Ungdomsroman  | Sverige                  |

### Film
Följande nominerades till Nordiska rådets filmpris:
| Ursprungstitel                              | Svensk titel                                | Regissör               | Manusförfattare                            | Producent                                                     | Land    |
| ------------------------------------------- | ------------------------------------------- | ---------------------- | ------------------------------------------ | ------------------------------------------------------------- | ------- |
| Dýrið                                       | Lamm                                        | Valdimar Jóhannsson    | Valdimar Jóhannsson, Sjón                  | Hrönn Kristinsdóttir, Sara Nassim                             | Island  |
| Vanskabte Land / Volaða Land                |                                             | Hlynur Pálmason        | Hlynur Pálmason                            | Katrin Pors, Mikkel Jersin, Eva Jakobsen, Anton Máni Svansson | Danmark |
| Sokea mies joka ei halunnut nähdä Titanicia | Den blinda mannen som inte ville se Titanic | Teemu Nikki            | Teemu Nikki                                | Jani Pösö                                                     | Finland |
| Verdens verste menneske                     | Världens värsta människa                    | Joachim Trier          | Joachim Trier, Eskil Vogt                  | Thomas Robsahm, Andrea Berentsen Ottmar                       | Norge   |
| Clara Sola                                  |                                             | Nathalie Álvarez Mesén | Nathalie Álvarez Mesén, Maria Camila Arias | Nima Yousefi                                                  | Sverige |

### Musik
Följande nominerades till Nordiska rådets musikpris:
| Verk                | Tonsättare          | Land     |
| ------------------- | ------------------- | -------- |
| Silent Earth        | Karin Rehnqvist     | Sverige  |
| enTmenschT          | Line Tjørnhøj       | Danmark  |
| Whyt 030            | SØS Gunver Ryberg   | Danmark  |
| Alma!               | Minna Leinonen      | Finland  |
| Uni johon herään    | Yona                | Finland  |
| 1902                | Unn Paturson        | Färöarna |
| Visualize Happiness | Andachan            | Grönland |
| VÍDDIR              | Bára Gísladóttir    | Island   |
| Mother Melancholia  | Sóley Stefánsdóttir | Island   |
| The Exotica Album   | Øyvind Torvund      | Norge    |
| Hybrid Spetakkel    | Knut Vaage          | Sverige  |
| Diversity           | Ebo Krdum           | Sverige  |

### Miljö
Följande nominerades till Nordiska rådets miljöpris på årets tema naturbaserade lösningar:
| Initiativ                                   | Land     |
| ------------------------------------------- | -------- |
| Mariehamns stad för Nabbens våtmark         | Åland    |
| Sund Vejle Fjord                            | Danmark  |
| Vårdföreningen för strömvatten Virho        | Finland  |
| Louise Lynge                                | Grönland |
| Votlendissjóður, The Icelandic Wetland Fund | Island   |
| Kristianstads vattenrike                    | Sverige  |